# Усть-Ламенское сельское поселение (Тюменская область)
Усть-Ламенское се́льское поселе́ние — упразднённое муниципальное образование в Голышмановском районе Тюменской области Российской Федерации.
Административный центр — село Усть-Ламенка.

## История
Статус и границы сельского поселения установлены Законом Тюменской области от 5 ноября 2004 года № 263 «Об установлении границ муниципальных образований Тюменской области и наделении их статусом муниципального района, городского округа и сельского поселения».

## Население
| 2010 | 2011 | 2012 | 2013 | 2014 | 2015 | 2016 |
| ---- | ---- | ---- | ---- | ---- | ---- | ---- |
| 895  | ↘894 | ↘862 | ↘842 | ↘817 | ↘801 | ↗802 |
| 2017 | 2018 | 2019 |      |      |      |      |
| ↘798 | ↘783 | →783 |      |      |      |      |

## Состав сельского поселения
| № | Населённый пункт | Тип населённого пункта       | Население |
| - | ---------------- | ---------------------------- | --------- |
| 1 | Гришина          | деревня                      | 54        |
| 2 | Робчуки          | деревня                      | 97        |
| 3 | Усть-Ламенка     | село, административный центр | 744       |